# Rock Crown
Rock Crown är rockgruppen Seven Mary Threes tredje album, utgivet 3 juni 1997.

## Låtförteckning
1. "Lucky" – 3:57
2. "RockCrown" – 2:45
3. "Needle Can't Burn (What The Needle Can't Find)" – 2:22
4. "Honey Of Generation" – 3:55
5. "Home Stretch" – 3:01
6. "People Like New" – 3:59
7. "Make Up Your Mind" – 2:31
8. "Gone Away" – 2:11
9. "Times Like These" – 4:33
10. "I Could Be Wrong" – 3:46
11. "What Angry Blue?" – 3:31
12. "Houdini's Angels" – 3:28
13. "This Evening's Great Excuse" – 4:12
14. "Player Piano" – 2:19
15. "Oven" – 6:04